# Autographa inscripta
Autographa inscripta är en fjärilsart som beskrevs av Van de Pol 1963. Autographa inscripta ingår i släktet Autographa och familjen nattflyn. Inga underarter finns listade i Catalogue of Life.